# Pseudopythina tsurumaru
Pseudopythina tsurumaru is een tweekleppigensoort uit de familie van de Kelliidae. De wetenschappelijke naam van de soort is voor het eerst geldig gepubliceerd in 1959 door Habe.